# Sukch'ŏn-gun
Sukch'ŏn-gun (koreanska: 숙천군) är en kommun i Nordkorea.   Den ligger i provinsen Södra P'yŏngan, i den sydvästra delen av landet, 40 km norr om huvudstaden Pyongyang.